# Armisonskoje
Armisonskoje (russisch Армизо́нское) ist ein Dorf (selo) in der Oblast Tjumen in Russland mit 4776 Einwohnern (Stand 14. Oktober 2010).

## Geographie
Der Ort liegt knapp 200 km Luftlinie südöstlich des Oblastverwaltungszentrums Tjumen im Westsibirischen Tiefland. Er ist unmittelbar umgeben von mehreren abflusslosen Seen: dem Armisonskoje-See im Süden, den Swerinyje-Seen im Südosten und dem Snegirjowskoje-See im Nordosten sowie einigen kleineren.
Armisonskoje ist Verwaltungszentrum des Rajons Armisonski sowie Sitz der Landgemeinde Armisonskoje selskoje posselenije, zu der außerdem die Dörfer Jarowoje (8 km nordwestlich), Kainak (15 km nordwestlich), Menschtschikowa (7 km südwestlich), Semiskul (3 km nördlich) und Snegirjowa (4 km östlich) gehören.

## Geschichte
Das Dorf wurde vermutlich nach 1762 gegründet und war zunächst der Kisazkaja sloboda unweit des heutigen Mokroussowo, 60 km westlich in der heutigen Oblast Kurgan gelegen, unterstellt. Bereits 1782 wurde es Sitz einer eigenständigen Wolost. Ursprünglich war und ist bis heute inoffiziell auch die kürzere Namensform Armison in Gebrauch. Seit November 1923 ist Armisonskoje Verwaltungssitz eines nach ihm benannten Rajons, mit Unterbrechungen vom 10. Juni 1931 bis 25. Januar 1935 und vom 1. Februar 1963 bis 12. Januar 1965, als der Rajon aufgelöst und sein Territorium dem Berdjuschski rajon mit Sitz im 40 km südöstlich gelegenen Berdjuschje angeschlossen war.

### Bevölkerungsentwicklung
| Jahr | Einwohner |
| ---- | --------- |
| 1897 | 490       |
| 1939 | 1497      |
| 1959 | 2677      |
| 1970 | 3446      |
| 1979 | 4933      |
| 1989 | 5557      |
| 2002 | 4741      |
| 2010 | 4776      |

Anmerkung: Volkszählungsdaten

## Verkehr
Armisonskoje wird aus nördlicher Richtung von der Regionalstraße 71N-1307/210 erreicht, die im 60 km entfernten Omutinskoje von der R402 Tjumen – Omsk abzweigt. Dort befindet sich an der Transsibirischen Eisenbahn auch die nächstgelegene Bahnstation. Von Armisonskoje nach Osten führt 71N-205/405 in das benachbarte Rajonzentrum Berdjuschje; von der 71N-210 zweigt wenige Kilometer nördlich die 71N-202 in Richtung Uporowo ab.